# Nyctemera melaneura
Nyctemera melaneura là một loài bướm đêm thuộc phân họ Arctiinae, họ Erebidae.